# Paroisse de Carleton
Pour les articles homonymes, voir Carleton.
La paroisse de Carleton est à la fois une paroisse civile et un ancien district de services locaux (DSL) canadien du Nouveau-Brunswick. Dans le cadre de la réforme de la gouvernance locale du 1er janvier 2023, le DSL a été annexé au district rural de Kent.

## Toponyme
La paroisse de Carleton est nommée ainsi en l'honneur de Thomas Carleton (1736-1817), premier lieutenant-gouverneur du Nouveau-Brunswick.

### Hameaux et lieux-dits
La paroisse comprend les hameaux de Kouchibouguac, Laketon, Pointe-Escuminac, Potters Mills, Sullivan Road et Tweedie Brook. Claire-Fontaine, Fontaine, Kouchibouguac Beach, Loggiecroft, Middle Kouchibouguac et South Kouchibouguac ont été expropriés en 1969 pour l'ouverture du parc national de Kouchibouguac. Betts Road, Canisto, Miramichi Road, Muzerall Point et North Side Kouchibouguac sont des localités recensées par les Archives provinciales du Nouveau-Brunswick mais dont peu de choses sont connues, souvent même leur situation géographique.
Le nom de la rivière Kouchibouguac, et ensuite du hameau, est originaire du micmac Pijeboogwek partiellement corrompu par le français, qui signifie « rivière aux longues marées »; les Acadiens lui donnaient le nom de Pegibouguoi ou de Kagibougouette. Il est couramment prononcé /ku.(t)ʃi.bu.gwak/ en français mais l'usage local est plutôt /kuʃ.u.bu.gwak/ ; on retrouve aussi les prononciations /kiʃ.bi.kwak/ et /kadʒ.i.bu.gwɛt/.
Laketon portait à l'origine les noms de The Lake ou Lake Settlement. Il est probable qu'il soit nommé ainsi d'après le lac situé au nord-ouest, appelé désormais le lac de Laketon. La localité prend le nom actuel en 1887. Une ancienne localité du nom de Round Lake, au sud-ouest, pourrait aussi expliquer l'origine du nom. Selon Ganong, Pointe-Escuminac tire son nom du micmac Eskumunaak, « point d'observation ». Au XVIIe siècle, les Français appelaient l'endroit Ecoumenac ou Scoumina. Le nom anglais est Point Escuminac. L'origine des noms de Potters Mills et de Sullivan Road n'est pas connue,. Tweedie Brook est probablement nommé ainsi en l'honneur de John Tweedie, l'un des premiers colons de la région.
L'origine des toponymes de Claire-Fontaine et de Fontaine n'est pas expliquée,. Claire-Fontaine a toutefois aussi porté le nom de Rivière-Fontaine. Kouchibouguac Beach, Middle Kouchibouguac et South Kouchibouguac sont nommés ainsi à cause de leur position par rapport à Kouchibouguac. Loggiecroft est probablement nommé ainsi en l'honneur de W. S. Loggie, qui y opérait une usine de transformation de poisson.
L'origine des noms de Betts Road, de Miramichi Road et de North Side Kouchibouguac n'est pas connue,,. Muzerall Point était habité par des familles Mazerolle.

## Géographie
La paroisse de Carleton est généralement considérée comme faisant partie de l'Acadie.

### Géologie
La paroisse de Carleton est située dans les Appalaches. Le substrat rocheux est composé de conglomérat, d'argilite et de grès gris et rouge datant du Pennsylvanien (il y a 318 à 299 millions d'années). La totalité du territoire est compris dans une seule formation, la formation de Richibucto.
Les dépôts de surface sont généralement composés de tourbe dans les régions ayant un mauvais drainage et de sable, de silt de gravier et d'argile provenant de dépôts laissés par une régression marine. Ils ont une épaisseur de 0,5 à 5 mètres en moyenne. Le front marin est quant à lui composé d'un cordon littoral, lui-même constitué de gravier et de sable, ayant plus d'un mètre d'épaisseur,.

### Climat
La paroisse de Carleton a un climat de type continental humide, caractérisé par des étés chauds et des précipitations uniformément réparties sur l'année. Le mois le plus chaud a une température moyenne de 19,3 °C et le plus froid une température de −10 °C. Le parc reçoit 1 200 mm de précipitations dont 300 cm de neige.
La vitesse moyenne des vents est de 22 km/h dans les endroits abrités et de 27 km/h dans les endroits exposés. Ceux-ci proviennent généralement du sud-ouest à l'exception des mois de mars et avril où ils viennent du nord-ouest.
| Mois                              | jan.  | fév.  | mars  | avril | mai   | juin | jui.  | août | sep. | oct. | nov.  | déc.  | année   |
| --------------------------------- | ----- | ----- | ----- | ----- | ----- | ---- | ----- | ---- | ---- | ---- | ----- | ----- | ------- |
| Température minimale moyenne (°C) | −15,3 | −14,3 | −8,4  | −2    | 4     | 9,4  | 13,2  | 12,3 | 7,4  | 2,3  | −3    | −10,6 | −0,4    |
| Température moyenne (°C)          | −10   | −8,7  | −3,2  | 2,9   | 10    | 15,7 | 19,3  | 18,3 | 13   | 7,4  | 1,1   | −6,3  | 5       |
| Température maximale moyenne (°C) | −4,6  | −3,1  | 2,1   | 7,7   | 15,9  | 21,8 | 25,2  | 24,3 | 18,6 | 12,2 | 5,3   | −1,6  | 10,3    |
| Précipitations (mm)               | 140,5 | 89,8  | 111,2 | 99,5  | 103,8 | 84,7 | 110,8 | 81,3 | 84,2 | 96,2 | 111,7 | 126,1 | 1 239,9 |
| dont neige (cm)                   | 83,1  | 54,6  | 52    | 29,4  | 2,5   | 0    | 0     | 0    | 0    | 1,9  | 19,8  | 65,7  | 309,1   |

## Histoire

### Origines

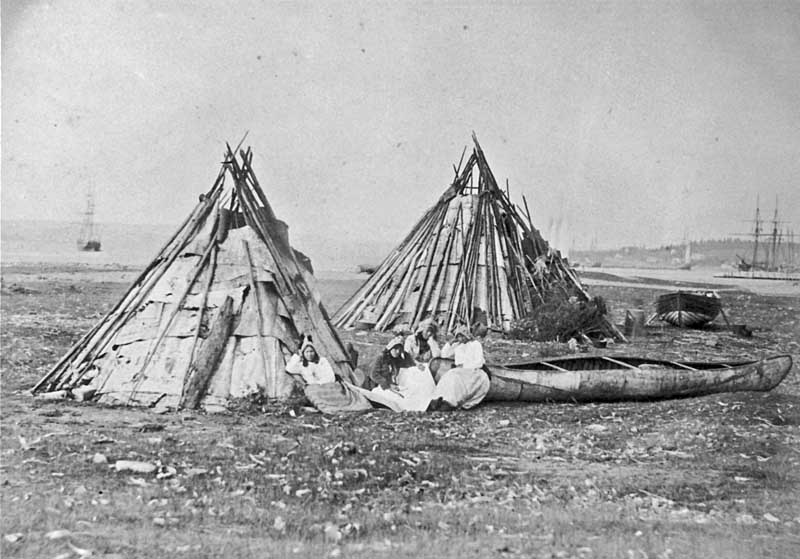
Camp micmac, photographie de Paul-Émile Miot en 1857

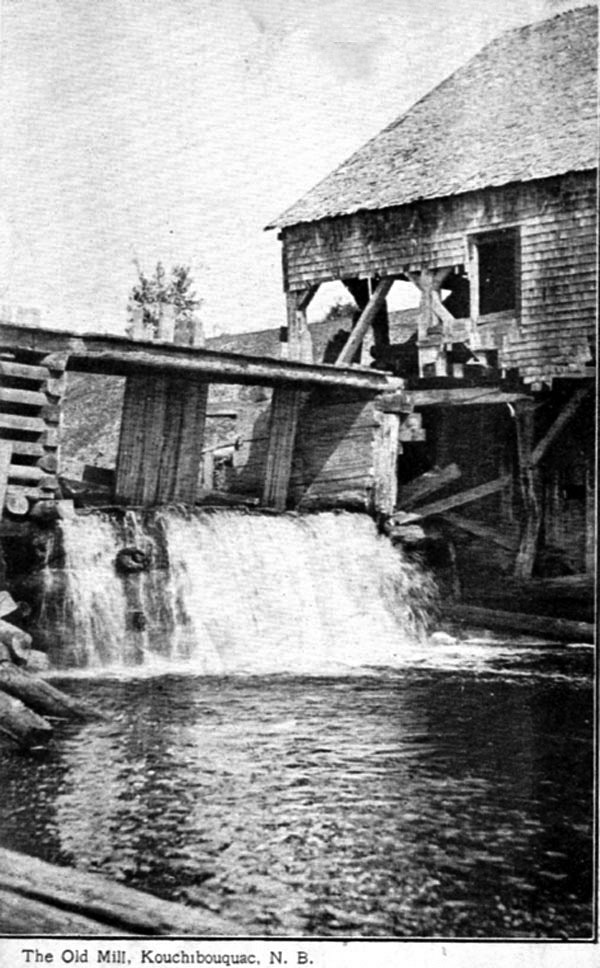
Le vieux moulin de Kouchibouguac en 1911.

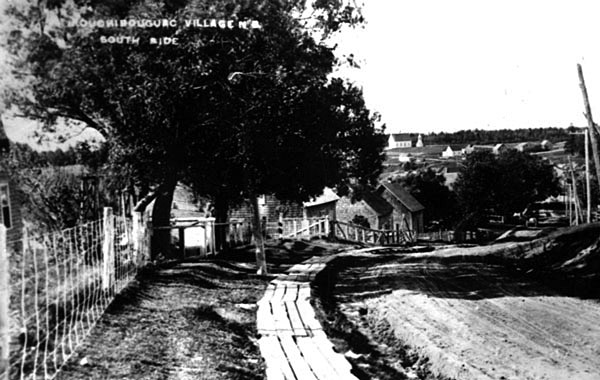
La rue principale de Kouchibouguac en 1920.

La paroisse de Carleton est située dans le territoire historique des Micmacs, plus précisément dans le district de Sigenigteoag, qui comprend l'actuel côte Est du Nouveau-Brunswick, jusqu'à la baie de Fundy. Le territoire du parc contient 26 sites archéologiques amérindiens dont le plus ancien date d'il y a environ 4 000 ans, de l'Archaïque maritime, jusqu'aux années 1960. Lors de l'arrivée des Européens, le territoire est déjà peuplé par les Micmacs, qui utilisent le territoire comme terrain de chasse, de cueillette et surtout comme lieu de pêche, dont ils retirent 90 % de leurs besoins. Les maladies amenées par les Européens déciment cependant environ 75 % de la population. Les survivants se retrouvent à partir du début du XIXe siècle confinés dans de petites réserves. Les bandes micmacs les plus proches sont celles d'Indian Island et d'Elsipogtog qui sont situées sur la rivière Richibouctou et celles d'Eel Ground, de Metepenagiag et de Burnt Church dans la vallée de la rivière Miramichi.
Bien que la région soit connue des Français depuis le XVIe siècle, les premiers colons s'établissent seulement à la fin du XVIIIe siècle. La rivière Kouchibouguac accueille des Loyalistes de l’Empire-Uni ainsi que des colons écossais, irlandais, anglais et prussiens. Quant à la rivière Kouchibouguacis, elle est colonisée par les Acadiens de Memramcook qui sont ensuite rejoints par ceux d'autres régions du Nouveau-Brunswick et de la Gaspésie. En 1806, les principaux estuaires entre Escuminac et le cap Tourmentin sont habités. Les principales activités économiques de la région sont la construction navale, l'exploitation forestière, la pêche et l'agriculture.
Kouchibouguac est fondé peu après 1800 par des anglophones, principalement des écossais et des Néo-brunswickois, auxquels se joignent plus tard des Acadiens. En 1814, le comté de Kent est créé à partir du sud de la paroisse de Newcastle, dans le comté de Northumberland, et est subdivisé en deux paroisses, Carleton et Wellington. La première école, fonctionnant sous le système Madras, ouvre ses portes à Kouchibouguac en 1817; c'est l'une des deux premières écoles acadiennes modernes. Elle ne reçoit du financement du gouvernement qu'à partir de 1819.
En 1825, la paroisse est touchée par les Grands feux de la Miramichi, qui dévastent entre 10 000 km2 et 20 000 km2 dans le centre et le nord-est de la province et tuent en tout plus de 280 personnes,.
La paroisse de Richibouctou est formée en 1826 dans le territoire de la paroisse de Carleton. La paroisse de Weldford est formée en 1835 dans le territoire de la paroisse de Carleton. Le bureau de poste de Kouchibouguac ouvre ses portes en 1838. La paroisse de Saint-Louis est formée en 1855 dans le territoire de la paroisse de Carleton.

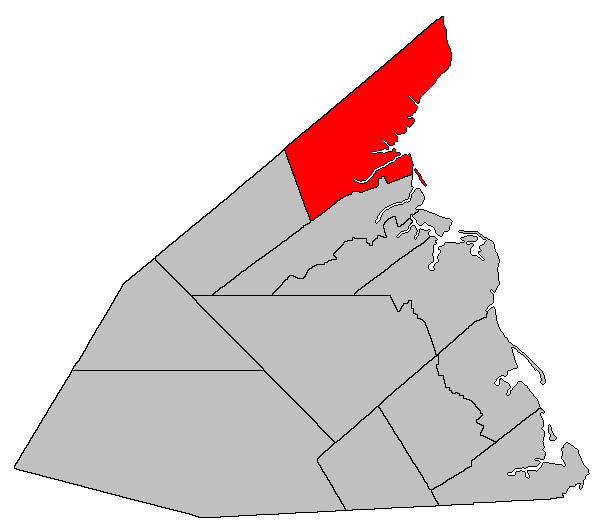
Situation sur une carte des paroisses civiles du comté de Kent (certains DSL et municipalités ne sont donc pas montrés).

### Jusqu'à la création du parc national
En 1866, Kouchibouguac compte 80 familles et son économie repose sur l'agriculture et l'exploitation forestière. Peu de choses sont connues de Miramichi Road, si ce n'est qu'il y a six familles d'agriculteurs en 1866. La paroisse d'Acadieville est formée en 1867 dans le territoire de la paroisse de Carleton. La date de fondation de Laketon est inconnue mais le bureau de poste est fondé en 1867. Ses habitants sont des Acadiens provenant de localités voisines. Kouchibouguac compte 600 habitants en 1871. Peu de choses sont connues de Muzerall Point, qui compte toutefois 100 habitants en 1871. Le bureau de poste de Laketon ferme ses portes en 1875 pour ne rouvrir qu'en 1887. La date de fondation de Pointe-Escuminac n'est pas connue mais son bureau de poste ouvre ses portes en 1882. Il en est de même pour Kouchibouguac Beach en 1885. En 1898, Laketon compte une église et 75 habitants. La même année, on dénombre 675 habitants à Kouchibouguac ainsi que trois magasins, un hôtel et deux scieries et moulins à bardeaux. Kouchibougguac Beach compte à ce moment trois homarderies et 100 habitants. En 1904, Pointe-Escuminac compte deux homarderies, deux congélateurs commerciaux, un phare et une station météorologique. La date de fondation de Claire-Fontaine n'est pas connue mais son bureau de poste est ouvert en 1907. Presque rien n'est connu de Sullivan Road si ce n'est qu'il y a quatre familles en 1911. La situation est semblable pour Betts Road, qui compte environ sept familles en 1911, ainsi que North Side Kouchibouguac, qui compte environ 43 familles la même année. La date de fondation de Tweedie Brook n'est pas connue mais son bureau de poste est inauguré en 1914. Il en est de même pour Middle Kouchibouguac en 1915, Fontaine en 1925 et South Kouchibouguac en 1927.
Le bureau de poste de Kouchibouguac Beach ferme ses portes en 1935. La date de fondation de Loggiecroft n'est pas connue mais son bureau de poste ouvre ses portes en 1938. Le bureau de poste de Laketon ferme ses portes pour de bon en 1949. Les bureaux de poste de Tweedie Brook et de Middle Kouchibouguac ferment leurs portes en 1950,. Le bureau de poste de Pointe-Escuminac ferme ses portes en 1951. Les bureaux de poste de Claire-Fontaine, de Fontaine et de Loggiecroft ferment leurs portes en 1955,,. Celui de South Kouchibouguac ferme ses portes en 1958. La municipalité du comté de Kent est dissoute en 1966. La paroisse de Carleton devient un district de services locaux en 1967. Le DSL de Pointe-Sapin est formé plus tard dans la paroisse de Carleton.
Les Archives provinciales du Nouveau-Brunswick ne recensent aucune information sur l'histoire de Potters Mills.

### Expropriation
En 1969, une entente fédérale-provinciale est signée dans le but de créer un nouveau parc national. Toute la population de Claire-Fontaine, Fontaine, Kouchibouguac Beach, Loggiecroft, Midle Kouchibouguac,,, 
est expropriée. La cause des expropriés suscite l'intérêt des étudiants, lors des manifestations des années 1960. Les expropriés reçoivent une compensation mais tous ne l'acceptent pas, notamment Jackie Vautour. Ce dernier est expulsé en 1976, logé dans un motel aux frais du gouvernement puis expulsé au moyen de gaz lacrymogène en 1977. Il retourne vivre dans le parc en 1978, où il habite toujours avec sa famille. Après avoir été accusé puis acquitté de pêche illégale de coques dans les années 1990, il poursuit le gouvernement fédéral à partir de 2002, arguant qu'en tant que Métis, ses droits ancestraux l'autorisent à pêcher dans le parc, selon la Constitution du Canada.
Le parc est finalement créé au niveau législatif le 15 janvier 1979. L'expropriation est contestée en justice plus tard dans l'année, mais les plaignants sont déboutés. Une émeute impliquant deux cents personnes éclate par la suite, suivie d'une autre quelques semaines plus tard. À la suite de l'opposition soulevée par les expropriations, le gouvernement du Nouveau-Brunswick décide de former une commission d'enquête, la Commission spéciale d’enquête sur le Parc national de Kouchibouguac (aussi connue sous le nom de commission LaForest-Roy), dans le but d'examiner les incidences sociales et économiques provoquées par la création du parc. Les gouvernements fédéral et du Nouveau-Brunswick donnent leurs réponses au rapport de la commission l'année suivante. Les principaux points de la nouvelle entente visent le maintien de la pêche de la mye commune, de l'anguille d'Amérique, du gaspareau et de l'éperlan arc-en-ciel, le maintien de deux ports pour la pêche dans le parc, ainsi que le dragage des cours d'eau pour l'accès des navires ; des emplois sont attribués aux anciens résidents et l'histoire humaine du territoire du parc est reconnue.
En 2009, Kouchibouguac est reconnu comme réserve de ciel étoilé par la société royale d'astronomie du Canada.

## Démographie
| 2001  | 2006 | 2011 | 2016 | 2021 |
| ----- | ---- | ---- | ---- | ---- |
| 1 015 | 902  | 770  | 708  | 764  |

## Économie
Entreprise Kent, membre du Réseau Entreprise, a la responsabilité du développement économique.

## Administration

### Comité consultatif
En tant que district de services locaux, Carleton est en théorie administré directement par le Ministère des Gouvernements locaux du Nouveau-Brunswick, secondé par un comité consultatif élu composé de cinq membres dont un président. Il n'y a actuellement aucun comité consultatif.

### Commission de services régionaux
La paroisse de Carleton fait partie de la Région 6, une commission de services régionaux (CSR) devant commencer officiellement ses activités le 1er janvier 2013. Contrairement aux municipalités, les DSL sont représentés au conseil par un nombre de représentants proportionnel à leur population et leur assiette fiscale. Ces représentants sont élus par les présidents des DSL mais sont nommés par le gouvernement s'il n'y a pas assez de présidents en fonction. Les services obligatoirement offerts par les CSR sont l'aménagement régional, l'aménagement local dans le cas des DSL, la gestion des déchets solides, la planification des mesures d'urgence ainsi que la collaboration en matière de services de police, la planification et le partage des coûts des infrastructures régionales de sport, de loisirs et de culture; d'autres services pourraient s'ajouter à cette liste.

### Représentation et tendances politiques
Nouveau-Brunswick: Carleton fait partie de la circonscription provinciale de Rogersville-Kouchibouguac, qui est représentée à l'Assemblée législative du Nouveau-Brunswick par Bertrand LeBlanc, du Parti libéral. Il fut élu en 2010.
 Canada: Carleton fait partie de la circonscription électorale fédérale de Miramichi, qui est représentée à la Chambre des communes du Canada par Tilly O'Neill-Gordon, du Parti conservateur. Elle fut élue lors de la 40e élection fédérale, en 2008.

### Ancienne administration paroissiale
|  | Indépendant | 1944 - 194? | John McDonald Xavier Daigle  |
|  | Indépendant | 19?? - 195? | John MacDonald Xavier Daigle |

## Vivre dans la paroisse de Carleton
Kouchibouguac bénéficie d'un marché agricole, ou sont vendus des fruits, des légumes, des plantes d'extérieur, des fleurs coupées, des courtepointes, de l'artisanat, du pain et des pâtisseries. Le détachement de la Gendarmerie royale du Canada le plus proche est situé à Richibouctou. Le bureau de poste le plus proche est quant à lui à Saint-Louis-de-Kent.
L'église St. James de Kouchibouguac est une église catholique romaine faisant partie de l'archidiocèse de Moncton.
Les francophones bénéficient du quotidien L'Acadie nouvelle, publié à Caraquet, ainsi que de l'hebdomadaire L'Étoile, de Dieppe. Les anglophones bénéficient quant à eux des quotidiens Telegraph-Journal, publié à Saint-Jean et Times & Transcript, de Moncton.

## Culture
Jackie Vautour et sa famille sont devenus le symbole de la résistance à l'expropriation et plusieurs artistes se sont inspirés des événements. L'expropriation du parc national est ainsi traitée dans la pièce de théâtre pour enfants Kouchibou quoi ? (1975), de Roger Leblanc. Avec Cochu et le soleil (1977), Jules Boudreau fait un lien entre la déportation des Acadiens et cet événement ; le personnage de Grégoire Cochu rappelle Jackie Vautour, à qui est dédiée la pièce. La pièce de théâtre Wolfe (2011), d'Emma Haché, traite de l'expropriation et est jouée à Moncton et à Ottawa.
Le groupe 1755 ainsi que l'auteur-compositeur lousianais Zachary Richard ont été inspirés par le drame des expropriés de Kouchibouguac. Le premier a écrit la chanson Kouchibouguac. Quant à Zachary Richard, il a chanté La balade de Jackie Vautour dans son album Migration en 1978 et mentionne Kouchibouguac dans la chanson Petit Codiac, dans son album Cap Enragé en 1998. Édith Butler mentionne l'expropriation dans sa chanson Paquetville. Daniel Léger a dédié une chanson à Jackie Vautour.
Le film Massabielle (1982), réalisé par Jacques Savoie, s'inspire de l'histoire de Jackie Vautour. En 2007, le documentaire Kouchibouguac, de Jean Bourbonnais, ouvre le Festival international du cinéma francophone en Acadie ; Zachary Richard en est le narrateur et Jackie Vautour y fait une rare apparition ».
Le parc fait l'objet d'un poème dans le recueil de poésie La terre tressée, de Claude Le Bouthillier.
Des retrouvailles annuelles sont organisées dans le parc depuis 2006.
L'historien Ronald Rudin, de l'Université Concordia, annonce en 2009 vouloir écrire un livre sur l'histoire du parc et lance le site web Le Retour des voix au parc national de Kouchibouguac.